# Pachuquilla
Pachuquilla és el cap de municipi de Mineral de la Reforma, municipi d'Hidalgo.

## Orígens
Fou habitat per tribus nòmades, provinents del nord de Mèxic; posteriorment passarà a mans dels tolteques amb la seva capital a la població de Tula; amb la destrucció d'aquesta per part dels Chichimeques, aquests van ocupar el municipi de Pachuquilla, que passarà a dependre de Tulancingo, depenent del regne de Acolhuacán.

## Fundació
Fundada en època colonial, l'any 1531. El 1550 s'estableix un important centre metal·lúrgic. No serà, però, fins a abril del 1920 quan rebrà la categoria de municipi, encara que la capçalera municipal era San Guillermo (que era on hi havia els principals jaciments de plata). Abans d'arribar en aquest estatus, el municipi depenia de Tulancingo. El 1867, amb la victòria dels republicans, es determina que Pachuquilla passi a mans de Pachuca.
El 1917, a causa de les necessitats de la població es propicia modificacions al districte de la capital i es crea el nou i actual municipi de Mineral de la Reforma.
Amb l'extinció de les vetes de plata, la indústria minera de San Guillermo desapareix i els habitants d'aquesta es dispersen a altres municipis en la recerca de nous llocs de treball.
Al novembre del 1958 el governador de l'Estat el General Alfonso Corona del Rosal emet el decret núm. 43 on es canvien els poders municipals del poble de San Guillermo al poble de Pachuquilla, el qual tingué un creixement molt important, al convertir-se en un lloc turístic i ben comunicat amb la resta de comunitats, i municipis i amb la capital de l'Estat.